# Franklin (Maryland)
Franklin es un lugar designado por el censo ubicado en el condado de Allegany en el estado estadounidense de Maryland. En el Censo de 2010 tenía una población de 290 habitantes y una densidad poblacional de 345,59 personas por km².

## Geografía
Franklin se encuentra ubicado en las coordenadas 39°29′58″N 79°3′8″O / 39.49944, -79.05222. Según la Oficina del Censo de los Estados Unidos, Franklin tiene una superficie total de 0.84 km², de la cual 0.84 km² corresponden a tierra firme y (0%) 0 km² es agua.

## Demografía
Según el censo de 2010, había 290 personas residiendo en Franklin. La densidad de población era de 345,59 hab./km². De los 290 habitantes, Franklin estaba compuesto por el 97.59% blancos, el 1.72% eran afroamericanos, el 0% eran amerindios, el 0.34% eran asiáticos, el 0% eran isleños del Pacífico, el 0% eran de otras razas y el 0.34% pertenecían a dos o más razas. Del total de la población el 0.69% eran hispanos o latinos de cualquier raza.